# Chojna
Chojna é um município da Polônia, na voivodia da Pomerânia Ocidental e no condado de Gryfino. Estende-se por uma área de 12,58 km², com 7 421 habitantes, segundo os censos de 2016, com uma densidade de 589,9 hab/km².